# Потоцкий, Станислав Ревера
Станислав Ревера Потоцкий (пол. Stanisław Rewera Potocki, 1579 — 27 февраля 1667) — польский государственный и военный деятель, полководец. Подкоморий подольский (1621), староста галицкий (1627), каштелян каменецкий (1628), воевода брацлавский (1631—1636), подольский (1636—1655), киевский (1655—1658) и краковский (1658—1667), польный гетман коронный (1652—1654), великий гетман коронный (1654—1667), староста радомский, красноставский, медицкий, барский, гродецкий, коломейский, ропчицкий, мостиский, драхимский, летичевский и долинский. В его честь был назван основанный сыном Анджеем город Станислав, ныне Ивано-Франковск.

## Биография
Второй сын Анджея Потоцкого (ум. 1609), ротмистра королевского, подчашего подольского и каштеляна каменецкого, и Софьи Пясецкой. Происходил из магнатского рода Потоцких, владел значительными землями в Галиции и в Подолье.
В молодости перешёл из кальвинизма в католицизм. Получил хорошее образование на родине и за границей, посетил Францию и Голландию. В 1607 году начал свою военную карьеру, вместе со своим отцом и дядьями на стороне польского короля Сигизмунда Вазы участвовал в битве с рокошанами Зебжидовского под Гузовом. В 1608 г. участвовал в военном походе своего дяди Стефана Потоцкого в Молдавию, где на господарский трон был посажен Константин Могила. В 1609—1611 гг. участвовал в осаде польско-литовскими войсками Смоленска. Сражался с турками в Цецорской битве 1620 года и Хотинской битве 1621 года.
Занимал высокие правительственные посты в Речи Посполитой. С 1627 года был галицким старостой, с 1628 года каштеляном каменец-подольским, с 1631 года брацлавским и с 1636 года воеводой подольским.
В 1637—1638 годах руководил польскими военными частями во время подавления казацких восстаний Павлюка, Острянина и Гуни. Во время Зборовской битвы спас короля из опасного положения, за что впоследствии был одним из его фаворитов. В 1652 году был назначен польным гетманом, в 1653 году — киевским воеводой.
С 1654 года — великий гетман коронный Речи Посполитой. В ходе русско-польской войны 1654—1667 возглавил польскую армию в Ахматовской битве 1655 года, окончившуюся ничьей. Полгода спустя потерпел поражение от русско-казацкого войска в битве под Городком. Во время «Шведского потопа» сдался в плен шведам, но вскоре присоединился к Тышовецкой конфедерации и участвовал в изгнании шведов из Польши. В 1656 г. в битве под Варшавой со шведско-бранденбургской армией Станислав Потоцкий командовал правым флангом польско-литовской армии. В 1657 г. великий гетман коронный Станислав Ревера Потоцкий участвовал в военных действиях против трансильванского князя Дьёрдя Ракоци и принял участие в разгроме его армии под Чёрным Островом в Подолии.
С 1658 года краковский воевода. Летом 1660 года Станислав Потоцкий вместе с польным гетманом коронным Ежи Любомирским командовал польско-татарскими войсками, которые одержали победу над русской армией под командованием боярина Василия Борисовича Шереметева под Любаром и под Чудновом.
В 1665 году воевал на стороне польского короля Яна Казимира Вазы против восставшего польного гетмана коронного Ежи Любомирского и потерпел поражение от него в битве под Ченстоховой. За время своей военной карьеры участвовал в сорока шести битвах. Скончался в Подгайцах в феврале 1667 года.

## Семья
Станислав Потоцкий был дважды женат. Его первой женой была Софья Калиновская (ум. после 1645). В 1658/1661 гг. вторично женился на Анне Могиле (ум. ок. 1665), дочери молдавского господаря Иеремии Могилы (ум. 1606), от брака с которой детей не имел.

### Дети
- Анджей Потоцкий (ум. 1691) — каштелян краковский и польный гетман коронный.
- Феликс Казимир Потоцкий (1630—1702) — каштелян краковский и гетман великий коронный.
- Виктория Эльжбета Потоцкая (+ после 1670) — 1-й муж — польный коронный писарь Иероним Адам Сенявский, 2-й муж — воевода брацлавский Анджей Потоцкий (ум. 1663).
- Анна Потоцкая — 1-й муж — староста рогатинский Ян Зыгмунд Остророг, 2-й муж — воевода серадзский Максимилиан Пржеребский.